# Monique Griseti
Monique Griseti, née le 23 juillet 1960 à Marseille, est une femme politique française. Membre du Rassemblement national, elle est élue députée de la 1re circonscription des Bouches-du-Rhône lors des élections législatives 2024.

## Biographie
Monique Griseti naît le 23 juillet 1960. Elle est mariée, mère de deux filles et grand-mère de deux petites filles. Après des études de secrétariat de direction, elle travaille dans l’export, dans le secrétariat, puis monte une entreprise familiale,. Elle s'engage au Front national à ses 18 ans. Elle est candidate pour la première fois lors des élections municipales de 2020, sur la liste de Franck Allisio, son neveu, puis lors des départementales en 2021. Battue de peu au second tour lors des élections législatives de 2022 avec 49,2 % des voix, elle est élue en 2024 dans la 1re circonscription des Bouches-du-Rhône avec 55,9 % des suffrages, sans faire campagne dans l'entre-deux tours,,. Durant la campagne, son refus de répondre aux journalistes et de participer aux débats est dénoncé par plusieurs autres candidats,.

## Controverses
Elle est mise en cause par des journaux pour des commentaires publiés sur un réseau social considérés comme complotistes et xénophobes, visant notamment Gims, contre qui elle déclare : « Ce n'est qu'un opportuniste qui est venu faire son fric chez nous... qu'il retourne de là où il vient, qu'il amène toute sa tribu avec lui. Qu'il aille traire la chèvre, ça nous fera des vacances ». Elle fait notamment la promotion d'un film Sound of Freedom, qu'une partie de la presse accuse de faire écho à des théories complotistes. 
En juin 2025, le site d'information Les Jours révèle qu'elle fait partie d'un groupe Facebook contenant de nombreux propos racistes, antisémites et homophobes. 